# Camille Chat

a Compétitions nationales et continentales officielles uniquement.

b Matchs officiels uniquement.
Dernière mise à jour le 12 janvier 2025.
Camille Chat, né le 18 décembre 1995 à Auxerre (Yonne), est un joueur international français de rugby à XV évoluant au poste de talonneur au Lyon OU.

## Biographie
Camille Chat est formé au club de Toucy puis au Rugby Club auxerrois. Il passe trois saisons à l'ABCD XV (Alliance Bourgogne Club sportif nuiton Dijon) et au pôle espoirs de Dijon, avant de rejoindre les équipes jeunes du Racing Métro 92 en 2013. Il rejoint la même année le Pôle France de Marcoussis lors de laquelle il fréquente le lycée Jean-Pierre Timbaud de Brétigny-sur-Orge.

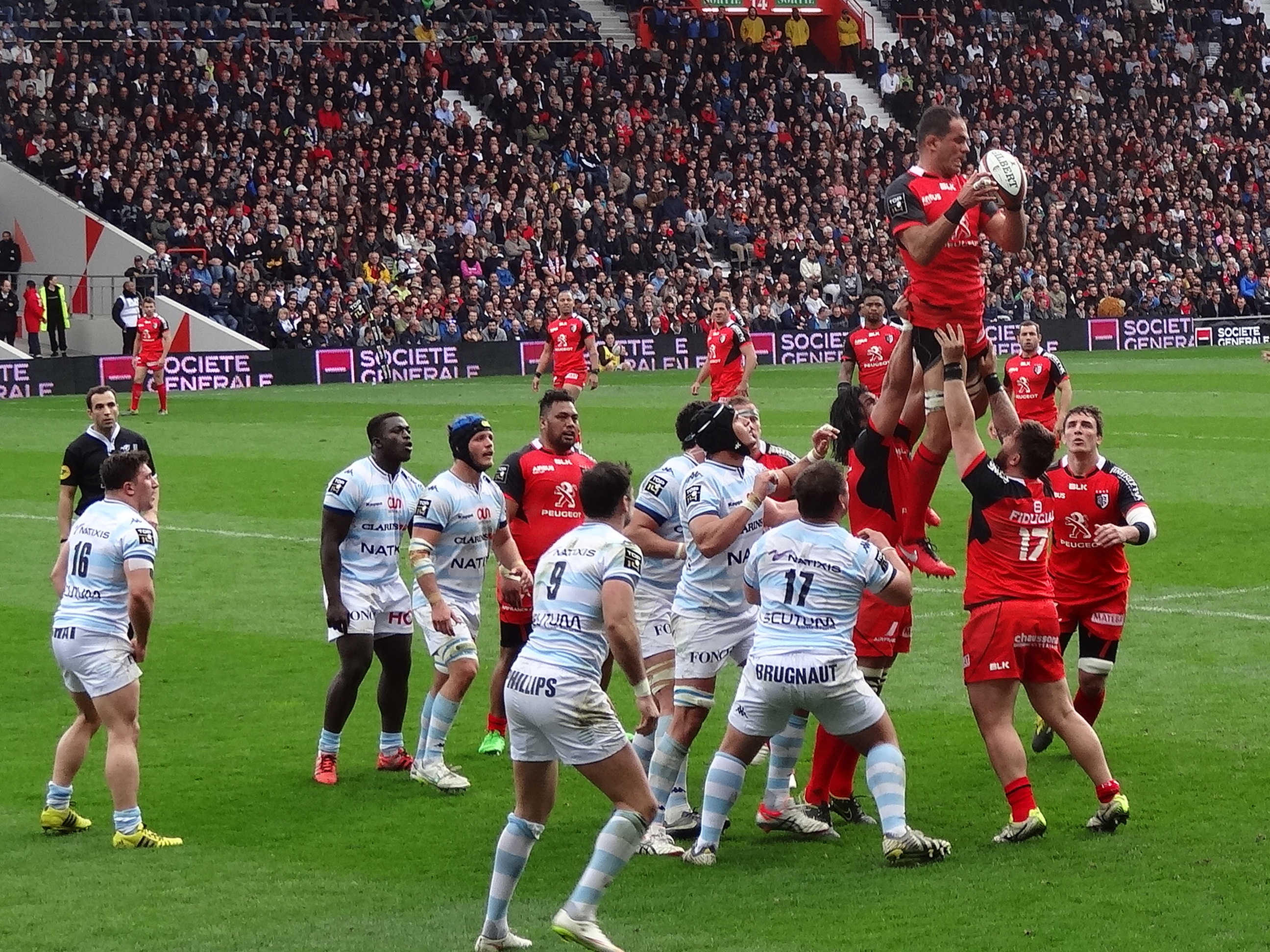
Camille Chat (n° 16) en 2016 avec le Racing 92 face au Stade toulousain.

Avec le club des Hauts-de-Seine, il remporte le titre avec l'équipe Crabos et espoirs respectivement en 2014 et 2015 (mais ne participe pas à la finale en catégorie espoir en raison de sa participation au championnat du monde des moins de 20 ans en Nouvelle-Zélande). En parallèle, il est sélectionné en équipe de France des moins de 20 ans, il dispute le championnat du monde 2014 en Nouvelle-Zélande. L'année suivante, lors du Tournoi des Six Nations des moins de 20 ans, il dispute cinq rencontres, inscrivant un essai contre l'Italie. Il participe également au championnat du monde 2015 disputé en Italie, où il joue cinq matchs et inscrit un essai contre le Japon.

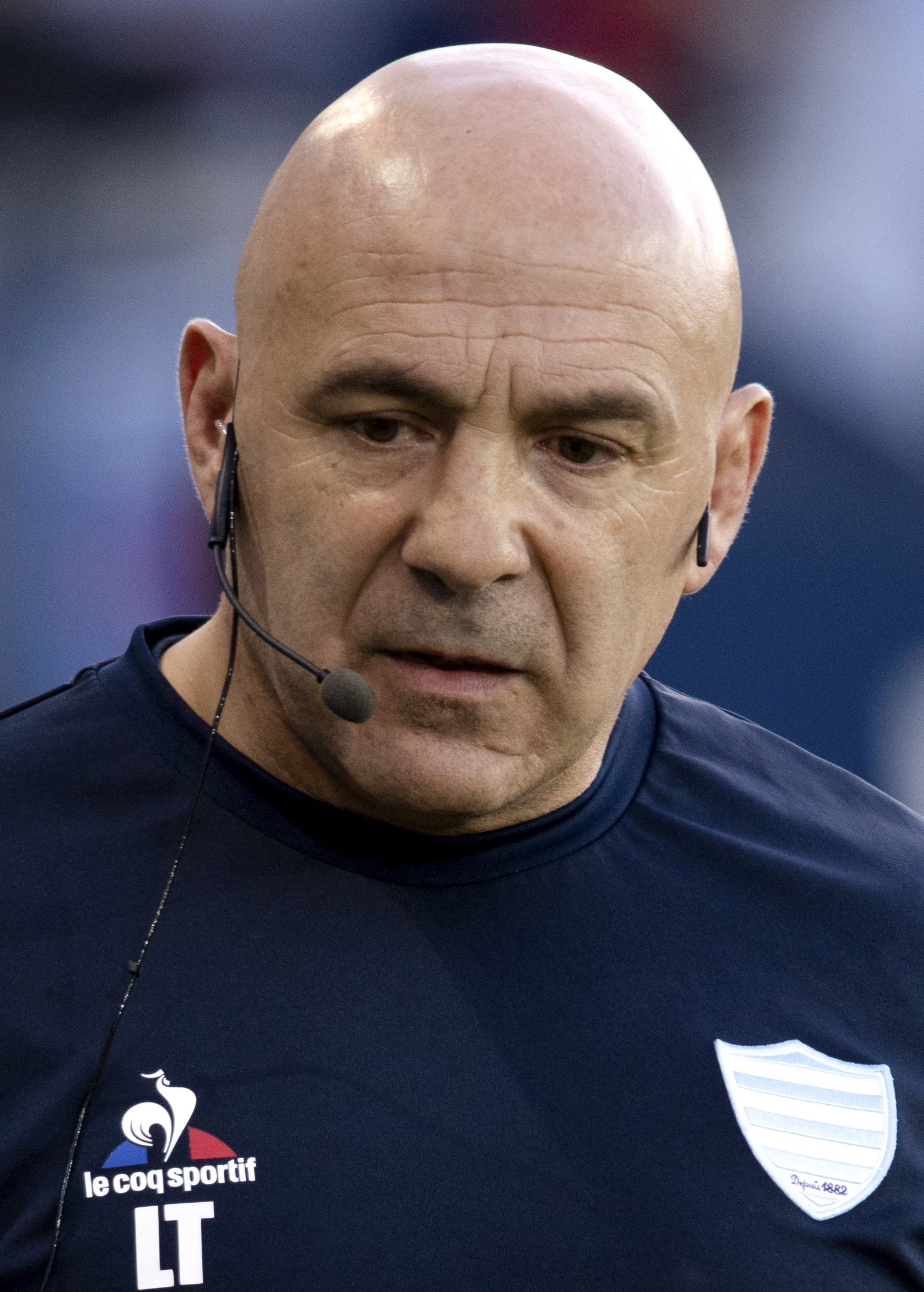
Laurent Travers, ici en 2019, est l'entraîneur de Camille Chat de ses débuts professionnels en 2015 jusqu'en 2023.

Bénéficiant de l'absence de Dimitri Szarzewski parti disputer la coupe du monde 2015, Camille Chat s'impose au poste de talonneur dès sa première année professionnelle. Il obtient ensuite sa première sélection avec l'équipe de France lors du deuxième match du Tournoi des Six Nations 2016, face à l'Irlande, en remplaçant le capitaine Guilhem Guirado. Cette même année, il est champion de France.
Ne pouvant pas être sélectionné pour la tournée d'été en Argentine, il retrouve son statut de remplaçant dès novembre 2016, où il ajoute 3 sélections à son compteur. Blessé à un biceps, il doit cependant renoncer au début du Tournoi des Six Nations 2017. Il jouera tout de même le dernier match contre le pays de Galles.
Au fil des matchs suivants Guy Novès semble lui préférer Clément Maynadier. Il joue tout de même l'ultime match de la tournée automnale de 2017 contre le Japon.
Le nouveau sélectionneur Jacques Brunel l'appelle pour préparer le Tournoi des Six Nations 2018 mais, grippé, il doit renoncer aux premiers matchs, remplacé par Adrien Pélissié. Il entre toutefois comme remplaçant lors du dernier match contre le pays de Galles, à la suite du forfait de Guilhem Guirado.
Troisième dans la hiérarchie des talonneurs français à l'occasion du Tournoi des Six Nations 2019, il est rappelé à la suite de la blessure de Julien Marchand lors du match d'ouverture.
Il est sélectionné pour la Coupe du monde 2019 au Japon, où il est la doublure du capitaine Guilhem Guirado.
Le 8 janvier 2020, il est convoqué par Fabien Galthié pour préparer le Tournoi des Six Nations avec l'équipe de France. Blessé à un mollet, il est contraint de déclarer forfait pour les deux premières rencontres mais il fait son retour dans le groupe pour préparer le troisième match contre le pays de Galles, dans lequel il obtient l'ultime pénalité du match offrant du même coup la victoire au XV de France.
Blessé pour les deux premiers matchs du Tournoi 2021, il rejoint le groupe France et participe aux trois rencontres suivantes contre l'Angleterre, le Pays de Galles et l'Écosse.
En Coupe d'Europe, avec son club du Racing 92, il s'arrête en quart de finale face à Bordeaux sur le score de 24 à 21, malgré une remarquable démonstration face à Édimbourg en huitièmes où le talonneur avait inscrit un essai et marqué les esprits par ses charges.
Commençant la saison avec un statut de favoris, le Racing commence fort la saison 2021-2022 en s'imposant au Stade français et face à La Rochelle. Camille Chat est l'un des principaux acteurs de ces débuts en inscrivant 3 essais sur les quatre premiers matchs. Malgré quelques blessures ayant des conséquences sur sa présence en équipe de France pour la tournée d'automne et sa participation au championnat, il revient rapidement à sa plus haute forme. À la mi-saison, il est le meilleur marqueur d'essais en championnat du Racing 92 avec 5 réalisations, et participe aux rencontres du club en Coupe d'Europe, où le talonneur a l'occasion notamment d'officier en troisième ligne face aux Ospreys. Après la blessure de Henry Chavancy et l'appel pour le Tournoi des Six Nations, Camille Chat assure le capitanat du Racing à cinq reprises en Top 14.
Courant décembre 2024, il est écarté du groupe professionnel du Racing 92, en compagnie de Janick Tarrit, pour s'être présenté alcoolisé à un entraînement. Le 7 janvier suivant, le Racing 92 annonce le départ avec effet immédiat de Camille Chat d'un commun accord entre les deux parties. Le 12 janvier, il est annoncé qu'il rejoint le Lyon OU jusqu'à la fin de la saison 2024-2025.

## Statistiques

### En club
| Saison    | Club      | Championnat | Championnat | Championnat | Coupe d'Europe | Coupe d'Europe | Coupe d'Europe | Par an | Par an |
| Saison    | Club      | Compétition | M           | Ess.        | Compétition    | M              | Ess.           | M      | Ess.   |
| --------- | --------- | ----------- | ----------- | ----------- | -------------- | -------------- | -------------- | ------ | ------ |
| 2015-2016 | Racing 92 | Top 14      | 22          | 3           | Coupe d'Europe | 8              | -              | 30     | 3      |
| 2016-2017 | Racing 92 | Top 14      | 17          | 1           | Coupe d'Europe | 6              | -              | 23     | 1      |
| 2017-2018 | Racing 92 | Top 14      | 17          | 3           | Coupe d'Europe | 8              | -              | 25     | 3      |
| 2018-2019 | Racing 92 | Top 14      | 15          | 3           | Coupe d'Europe | 3              | 1              | 18     | 4      |
| 2019-2020 | Racing 92 | Top 14      | 4           | 2           | Coupe d'Europe | 7              | 1              | 11     | 3      |
| 2020-2021 | Racing 92 | Top 14      | 9           | -           | Coupe d'Europe | 3              | 1              | 12     | 1      |
| 2021-2022 | Racing 92 | Top 14      | 19          | 5           | Coupe d'Europe | 6              | -              | 25     | 5      |
| 2022-2023 | Racing 92 | Top 14      | 12          | -           | Champions Cup  | 2              | -              | 14     | -      |
| Total     | Total     | Top 14      | 115         | 17          | Coupe d'Europe | 43             | 3              | 142    | 20     |

### Internationales

#### Équipe de France des moins de 20 ans
Camille Chat dispute 13 matchs avec l'équipe de France des moins de 20 ans en deux saisons, prenant part au tournoi des Six Nations des moins de 20 ans en 2014 et à deux éditions du championnat du monde junior (2014 et 2015). Il inscrit un total de deux essais.

#### XV de France
| Année | Compétition                 | Matchs | Points | Essais |
| ----- | --------------------------- | ------ | ------ | ------ |
| 2016  | Six Nations                 | 4      | -      | -      |
| 2016  | Test matchs                 | 3      | -      | -      |
| 2017  | Six Nations                 | 1      | -      | -      |
| 2017  | Test matchs                 | 2      | -      | -      |
| 2018  | Six Nations                 | 1      | -      | -      |
| 2018  | Test matchs                 | 5      | -      | -      |
| 2019  | Six Nations                 | 3      | 5      | 1      |
| 2019  | Test matchs                 | 3      | 5      | 1      |
| 2019  | Coupe du monde              | 4      | -      | -      |
| 2020  | Six Nations                 | 2      | 0      | 0      |
| 2020  | Test matchs                 | 1      | 0      | 0      |
| 2020  | Coupe d'automne des nations | 1      | 0      | 0      |
| 2021  | Six Nations                 | 3      | 0      | 0      |
| Total | Total                       | 33     | 10     | 2      |

##### Liste des essais internationaux
| Essai | Adversaire | Stade                        | Compétition | Date         | Résultat |
| ----- | ---------- | ---------------------------- | ----------- | ------------ | -------- |
| 1     | Irlande    | Aviva Stadium, Dublin        | Six Nations | 10 mars 2019 | Défaite  |
| 2     | Italie     | Stade de France, Saint-Denis | Test match  | 30 août 2019 | Victoire |

## Palmarès

### En club
- Vainqueur du Championnat de France en 2016 avec le Racing 92.
- Finaliste de la Coupe d'Europe en 2016, 2018 et 2020 avec le Racing 92.
- Finaliste de la Challenge Cup en 2025 avec le Lyon OU.

### En sélection nationale

#### Tournoi des Six Nations
| Édition          | Rang | Résultats France | Résultats Chat | Matchs Chat |
| ---------------- | ---- | ---------------- | -------------- | ----------- |
| Six Nations 2016 | 5    | 2 v, 0 n, 3 d    | 1 v, 0 n, 3 d  | 4/5         |
| Six Nations 2017 | 3    | 3 v, 0 n, 2 d    | 1 v, 0 n, 0 d  | 1/5         |
| Six Nations 2018 | 4    | 2 v, 0 n, 3 d    | 0 v, 0 n, 1 d  | 1/5         |
| Six Nations 2019 | 4    | 2 v, 0 n, 3 d    | 2 v, 0 n, 1 d  | 3/5         |
| Six Nations 2020 | 2    | 4 v, 0 n, 1 d    | 2 v, 0 n, 0 d  | 2/5         |
| Six Nations 2021 | 2    | 3 v, 0 n, 2 d    | 1 v, 0 n, 2 d  | 3/5         |

#### Coupe du monde
| Édition    | Rang               | Résultats France | Résultats Chat | Matchs Chat |
| ---------- | ------------------ | ---------------- | -------------- | ----------- |
| Japon 2019 | Quart de finaliste | 3 v, 0 n, 1 d    | 3 v, 0 n, 1 d  | 4/4         |